# Ferrari 275
Ferrari 275 — двухместный спортивный автомобиль классической компоновки, выпускавшийся итальянской фирмой Ferrari в 1964—1968 годах. Первый дорожный (не гоночный) автомобиль Ferrari с разнесённой трансмиссией выполненной по схеме Transaxle и независимой задней подвеской.

## История
В начале 1960-х годов конструкция дорожных автомобилей Ferrari стала отличаться от их гоночных двойников, а после выпуска 250-й модели эра автомобилей с двумя назначениями (для гонок и обычной эксплуатации) канула в лету. Новые времена требовали более удобных и комфортабельных автомобилей с выдающимися ходовыми свойствами, первым автомобилем этой новой тенденции стал Ferrari 275.
Автомобиль с кузовом купе, Ferrari 275 GTB (итал. Gran Turismo Berlinetta), дебютировал в октябре 1964 года на Парижском автосалоне. Он ознаменовал два поворотных пункта в истории Ferrari. На автомобиле была применена разнесённая схема трансмиссии Transaxle, при которой двигатель располагался спереди, а объединённый с коробкой передач дифференциал располагался сзади и независимая задняя подвеска на двух поперечных рычагах. Компания имела достаточно большой опыт использования обеих систем на гоночных автомобилях, но впервые эти технологии были перенесены на дорожные модели. Внешний вид автомобиля был создан на фирме Pininfarina, но разработкой конструкции и изготовлением кузовов занималась фирма Scaglietti. На автомобиль устанавливался V-образный 12-цилиндровый двигатель рабочим объёмом 3,3 л (рабочий объём одного цилиндра был приблизительно равен 275 см³, отсюда и цифровой индекс в названии модели) мощностью 280 л. с. Через год, на Парижском автосалоне 1965 года, была показана слегка изменённая версия купе серии II (Series II). Для снижения подъёмной силы, действующей на автомобиль при движении на высокой скорости, ему изменили переднюю часть, немного удлинив нос. Такие автомобили получили неофициальное название «с длинным носом» (итал. musetto lungo, англ. long nose), соответственно автомобили более раннего выпуска стали называть «с коротким носом» (итал. musetto corto, англ. short nose). Кроме стандартных дорожных автомобилей выпускались небольшие серии гоночных автомобилей для участия в соревнованиях известные под маркой Ferrari 275 GTB/C (итал. Competizione). Они имели специально собранные и настроенные двигатели, увеличенные топливные баки, кузов и элементы подвески из лёгких сплавов и т. п. Всего, включая гоночные серии, было изготовлено 454 автомобиля.
Кабриолет Ferrari 275 GTS (итал. Gran Turismo Spider) был представлен одновременно с моделью 275 GTB на Парижском автосалоне 1964 года, вернув открытые автомобили в каталоги Ferrari. Механически автомобиль был очень похож на купе, но кузов разработки и изготовления Pininfarina был абсолютно другим. Двигатель был тот же, что у купе, но его мощность в угоду большей гибкости была снижена до 260 л. с., считалось, что для покупателей этого автомобиля важнее комфорт и удобство управления. Автомобиль производился с конца 1964 года до начала 1966 года, всего было сделано 200 шт.
На Парижском автосалоне 1966 года был показан закрытый автомобиль Ferrari 275 GTB/4 с новым 12-цилиндровым двигателем с двумя распределительными валами в каждой головке цилиндров (всего — четыре, что отражено в названии модели, соответственно автомобили предыдущей серии стали неофициально обозначать как 275 GTB/2) мощностью 300 л. с. Внешне он мало чем отличался от купе с «длинным носом». Гоночные автомобили на базе этой серии не строились, но некоторые владельцы использовали облегчённые версии в различных соревнованиях, дооборудуя их по своему усмотрению. Введение новых требований к безопасности автомобилей в США привело к тому, что выпуск этих автомобилей прекратился через полтора года, в марте 1968 года, всего было сделано 330 шт.
В феврале 1967 года, по просьбе известного продавца автомобилей Ferrari в США Луиджи Кинетти (англ. Luigi Chinetti) на фирме Scaglietti изготовили десять открытых автомобилей на базе 275 GTB/4 названных Ferrari 275 GTB/4 NART. Один из этих автомобилей в августе 2013 года был продан с аукциона за рекордную сумму в 27, 5 миллионов долларов. Это был самым дорогой на тот момент дорожный (не гоночный) автомобиль в мире.

## 275 GTB
Ferrari 275 GTB был представлен осенью 1964 года для замены Ferrari 250 Lusso. Автомобиль имел значительно более агрессивный вид с большим зевом радиатора закрытого алюминиевой решеткой, окруженного бамперами по краям, с фарами над ними закрытыми плексигласовыми колпаками. Мускулистые формы кузова перекликались с линиями 250 GTO, с длинной передней частью, задним расположением салона переходящего в короткий задний свес в стиле Камма. На немного утопленной задней панели располагались круглые фонари, как у предшественника. Внешний вид кузова был разработан в ателье Пининфарина, а разработкой конструкции кузова и его изготовлением занималась фирма Scaglietti.

### Кузов и оборудование
Обычно кузов был стальным с алюминиевыми на стальном основании дверями, капотом и крышкой багажника, но изготавливались и полностью алюминиевые кузова. У полностью алюминиевых кузовов стальными оставались наружные и внутренние части боковин, к которым алюминиевые панели крепились с помощью заклёпок. Снаружи, на стойках ветрового стекла, задних стойках и боковинах алюминиевых кузовов видны стыки панелей. Салон имел панорамное ветровое стекло и плоское задние окно, зажатое между стойками кузова с вентиляционными прорезями на них, повторяющими форму прорезей на переднем крыле.
Кузов автомобиля устанавливался на раму традиционной для Ferrari конфигурации. Она состояла из двух продольных овального сечения стальных труб объединённых спереди большим прямоугольником с крестообразными поперечинами. В центре автомобиля, под полом салона также имелись крестообразные поперечины, а по бокам — усилители для крепления боковин кузова. К этой основной конструкции в разных местах было приварено множество усилителей и кронштейнов, предназначенных для крепления и усиления кузовных панелей. Шасси́ (рама с подвесками и двигателем) под заводским номером 563 нового автомобиля отличалось от предыдущих конструкций тем, что имело зауженную заднюю часть, предназначенную для установки коробки передач и создания точек крепления задней независимой подвески. В начале 1966 года были изменены точки крепления двигателя и коробки передач, такое шасси получило обозначение 563/66.
Первая серия автомобилей имела переднюю часть с так называемым «коротким носом» в виде глубоко утопленного воздухозаборника радиатора с половинками переднего бампера под ним. Другими отличиями этих моделей является меньший размер заднего стекла, внутренние петли багажника и верхние желобки над боковыми стёклами, заканчивающиеся сразу за задней кромкой окна. В зависимости от типа установленного двигателя (обычный или гоночный), автомобили имели либо ровный капот, либо с широкой выштамповкой в центре.
Для снижения подъёмной силы, действующей на переднюю ось при движении с высокой скоростью, в конце 1965 года у автомобиля слегка удлинили переднюю часть. Версия с «длинным носом» имела более округлую форму овального воздухозаборника, более узкие половинки бампера заходили внутрь него, заднее окно стало шире, появились наружные петли багажника, желобки над окнами были продлены до заднего стекла.
У автомобилей с коротким носом на решётке радиатора красовался «гарцующий жеребец» Ferrari, у «длинноносых» версий его не было, у тех и других моделей на капоте размещалась эмблема Ferrari. У первых серий надпись Ferrari также располагалась на задней панели, у второй серии — на крышке багажник, иногда в сочетании с «гарцующим жеребцом». В те годы фирма Ferrari предлагала широкий выбор цветов для окраски автомобиля, кроме того покупатель мог заказать себе специальный цвет, поэтому стандартной палитры расцветок кузова не было.
Сразу перед водителем находилось элегантное рулевое колесо с деревянным ободом, тремя алюминиевыми спицами и кнопкой звукового сигнала по центру. Слева от руля располагались два рычажка управляющие переключением указателей поворота и фарами. На машинах с длинным носом справа от руля располагался рычаг управления омывателем и режимами работы стеклоочистителя. У машин с коротким носом омыватель включался ногой с помощью кнопки на полу. Включатель зажигания располагался справа, и имел встроенный запор рулевой колонки. На панели приборов непосредственно перед водителем располагались большие спидометр и тахометр, между ними были размещены два небольших указателя температуры и давления масла. На ранних моделях приборная панель имела отделку под дерево, на более поздних — чёрную виниловую. В центре передней панели располагались указатель температуры, амперметр, указатель уровня топлива и часы, ниже — переключатели. Напротив пассажира располагался небольшой перчаточный ящик.
Автомобили имели четыре варианта отделки сидений: винил с тканевыми рубчатыми вставками, кожа с тканевыми вставками, рифлёный винил, кожа, последний вариант был самым популярным. Раздельные сидения имели приподнятые края для обеспечения лучшей боковой поддержки. Они были установлены на полозьях, их положение регулировалось с помощью рычага, расположенного ниже передней кромки сидения. Высота подъёма сидения и спинка не регулировалась. На двери располагался подлокотник, ручка открывания и рукоятка подъёма и опускания стекла. Рычаг переключения передач располагался на тоннеле между сидениями, сразу за ним находилась пепельница, на последних моделях она подсвечивалась, и отделение для мелочей. Рычаг стояночного тормоза находился впереди рядом с тоннелем со стороны водителя.

### Двигатель и трансмиссия
Бензиновый атмосферный двигатель с заводским номером 213 был прямым наследником моторов конструкции Colombo (англ. Ferrari Colombo engine) применявшихся на Ferrari 250. Он имел рабочий объёмом 3285,72 см³ (200,5 кубических дюймов), конфигурацию V12 с углом развала цилиндров 60° и развивал мощность в 280 л. с. Блок и головка цилиндров двигателя были отлиты из алюминиевого сплава (силумина). Поршни из лёгкого сплава имели вырезы под клапаны и по три поршневых кольца. Стальной коленчатый вал опирался на семь подшипников скольжения и с помощью трёхрядной цепи передавал вращение на распределительные валы, по одному в каждой головке цилиндров. Распредвалы располагались между клапанами, каждый имел шесть опор, к которым также крепились коромысла привода клапанов. Впускные клапаны были расположены на внутренней стороне каждого блока. На общем для обоих блоков впускном патрубке располагались три двухкамерных карбюраторов Weber с падающим потоком смеси. Выпускные клапаны располагались с наружной стороны блока и, так же как и впускные имели бронзовые направляющие и по две пружины. С конца 1965 года на все клапаны стали устанавливать тефлоновые уплотнительные кольца. Двойная выхлопная система располагалась по каждому борту автомобиля, имела стальные выпускные трубопроводы с каждой стороны двигателя, которые отводили выхлопные газы к блоку из трёх глушителей под полом салона, а затем — к паре выхлопных труб. Масляный поддон двигателя также изготавливался из алюминиевого сплава. Шестерёнчатый масляный насос приводился от переднего конца коленчатого вала, масло сначала поступало в первичный фильтр, расположенный вертикально в передней части двигателя снизу, а затем во вторичный, расположенный спереди вверху. Бензин к двигателю поступал из алюминиевого бензобака, который располагался под полом багажника. Автомобиль имен 12-вольтовую систему электрооборудования. Два вертикально расположенных в задней части двигателя распределителя зажигания имели каждый по отдельной катушке зажигания и обслуживали свой блок цилиндров. Двигатель имеет жидкостное охлаждение с помощью расположенного впереди автомобиля радиатора. Циркуляция жидкости обеспечивалась с помощью насоса, который приводится во вращение от цепи привода распредвала. Имелся термостат и расширительный бачок. Обдув радиатора осуществлялся периодически включаемым электрическим вентилятором.
На автомобиле применялось установленное на маховике однодисковое сухое сцепление с диафрагменной пружиной и гидравлическим приводом. Во время модернизации трансмиссии оно было заменено сцеплением с периферийными пружинами, имеющим более мягкую, прогрессивную характеристику.
Впервые на дорожном (не гоночном) автомобиле Ferrari применялась трансмиссия, выполненная по схеме Transaxle. Расположенный спереди двигатель крепился к раме в четырёх точках с помощью тонких резиновых подушек, а расположенная сзади автомобиля коробка передач — в трёх. Стальной вал диаметром 16,5 мм соединял двигатель и коробку, в центре он имел опору с подшипником прикреплённую к раме. Вал мог немного изгибаться для того, чтобы компенсировать небольшое несовпадение осей двигателя и коробки. Но добиться точной установки узлов было очень сложно. В результате, центральный подшипник очень быстро изнашивался, позволяя валу колебаться больше чем предусмотрено, всё это приводило к неприятной вибрации кузова. В конце 1965 года была предпринята попытка решить проблему установкой более толстого (18,5 мм) вала и шарниров равных угловых скоростей на его обоих концах, но это мало помогло. С апреля 1966 года конструкция трансмиссии была радикально изменена. Модифицированный двигатель теперь имел только две опоры по бокам с более мягкими резиновыми вставками, также, под две опоры была изменена коробка передач. Вал привода пропустили внутри трубы, фланцы которой крепились к двигателю и коробке передач, создавая единую жёсткую конструкцию. Такая схема полностью устранила вибрацию и оставалась неизменной до окончания производства автомобилей. Шасси́ с такой трансмиссией получило обозначение 563/66. Коробка передач, главная передача и дифференциал повышенного трения размещались в корпусе из алюминиевого сплава. Все передачи переднего хода имели косозубое зацепление и синхронизаторы.

### Ходовая часть
На автомобилях применялся рулевой механизм типа червяк — зубчатый сектор, не обслуживаемый в течение всего срока службы. Рулевое колесо делало 3¼ оборота от упора до упора, радиус поворота автомобиля составлял 14 м.
В независимой передней и задней подвесках использовались штампованные несимметричные верхние и нижние поперечные рычаги. Амортизатор был установлен внутри пружины, спереди этот узел опирался на нижний рычаг, сзади — на верхний. Стабилизаторы поперечной устойчивости были спереди и сзади.
На всех колёсах были установлены дисковые тормоза Dunlop. Передние тормозные сплошные (не вентилируемые) диски имели диаметр 279,4 мм (11 дюймов) и толщину 12,7 мм (0,5 дюйма), задние — диаметр 274 мм и ту же толщину. Гидравлический привод тормозов имел два отдельных контура, передний и задний. Сначала в приводе использовался вакуумный усилитель производства Dunlop (C48), затем фирмы Girling, а с декабря 1966 года — Bonadli. Стояночный тормоз действовал на задние колёса с помощью дополнительных тормозных механизмов с автоматической регулировкой зазора.
На первые серии автомобилей устанавливались литые колёса размерности 6,5х14 оригинальной формы. Изготавливаемые фирмой Campagnolo они имели узор напоминающий звезду. Позже стали устанавливать другой тип литых колёс шириной 7 дюймов, который имел значительно более простую форму: десять небольших прямоугольных отверстий вокруг центра. Они напоминали колеса, используемые Ferrari на гоночных автомобилях. Как опция предлагались колёса со спицами производства Borrani размерности 6,5х14, они имели 72 хромированные спицы и полированный алюминиевый обод. Запасное колесо автомобилей хранилось в багажнике горизонтально.

## 275 GTS
Кабриолет 275 GTS был представлен одновременно с моделью 275 GTB на Парижском автосалоне 1964 года. Технически автомобиль был абсолютно идентичен купе, но кузов был совершенно другим. Разработанный Пининфарина, он изготавливался на их заводе в Турине и в полностью готовом виде поставлялся на Ferrari для сборки.
Кабриолет имел более мягкие и традиционные линии, напоминавшие автомобиль 250 GT California, особенно спереди с его мелкой прямоугольной решеткой радиатора, цельным передним бампером, открытыми фарами в небольших углублениях. Линия передних крыльев, практически горизонтальная в центре, слегка приподнималась, достигая задних крыльев, затем опускалась на округлую заднюю панель со встроенными в неё горизонтальными фонарями и бамперами по углам. Кузов не имел общих деталей с купе, хотя материалы использовались те же: сталь и алюминиевые двери, капот и крышка багажника. Не известно ни одного экземпляра сделанного полностью из алюминия. Верх из плотного брезента с плексигласовым задним стеклом был натянут на стальное основание, крепился к рамке ветрового стекла двумя защёлками, в сложенном виде размещался в отсеке за задними сидениями и накрывался виниловым чехлом с хромированной окантовкой. Как опция, предлагалась жёсткая съёмная крыша, но заказывалась она редко. Багажник автомобиля имел немного другую форму, под ним располагался меньшей ёмкости бензобак. За всё время производства автомобиля было всего одно незначительное изменение кузова, в начале 1965 года одиннадцать мелких прорезей на передних крыльях были заменены на три крупных с блестящей окантовкой спереди, сверху и снизу.
Передняя панель купе и кабриолета были очень похожи и содержали одинаковый набор приборов. Стандартной отделкой сидений была кожа. Самые первые автомобили имели сидение с цельной подушкой, но вскоре оно было заменено на два отдельных. Сидения были менее спортивными, чем у купе, с менее выраженными боковинами и более толстой подушкой. Они монтировались на салазках, их перемещения регулировались рычагом спереди, рычаг снаружи сбоку отвечал за наклон спинки.
Кузов монтировались на то же, что и у 275 GTB шасси с заводским номером 563. Двигатель с двумя распредвалами под заводским номером 213 был полностью идентичен тому, что устанавливался на купе включая расположение всего навесного оборудования, но имел заводское ограничение мощности в 260 л. с. Трансмиссия была такая же, как у купе, но с иным передаточным отношение главной передачи. Для передачи вращения использовался открытый вал, на более поздних модификациях применялись шарниры равных угловых скоростей на обоих концах вала. Трансмиссия с жёсткой связью двигателя и коробки передач никогда не устанавливалась на кабриолеты. Для обеспечения большего комфорта пружины подвески на этих моделях были мягче. Колёса производства Borrani с 72 хромированными спицами, ободьями из полированного алюминия и центральным креплением одной гайкой были стандартным оборудованием 275 GTS. Гайка крепления колеса имела три лепестка, в отличие от двухлепестковой конструкции использовавшийся для крепления литых колёс у купе. Литые колёса от купе не предлагались даже на заказ, но не было никаких причин их не устанавливать, поскольку все размеры были одинаковыми.

## 275 GTB/4
Купе 275 GTB/4 пришло на замену 275 GTB в 1966 году. Это был первый серийный автомобиль Ferrari, оснащённый двенадцатицилиндровым V-образным двигателем с четырьмя верхними распредвалами, который перешёл к нему напрямую с прототипа P2.
275 GTB/4 был практически таким же, как «длинноносый» автомобиль, не открывая капота их трудно было отличить. Единственным видимым отличием была узкая выштамповка во всю длину капота, но не надо путать её с широкой и ровной приподнятой центральной частью капота автомобилей с двумя распредвалами. Так же как и на автомобилях предыдущей серии, кузов был спроектирован Пининфарина, изготавливался Scaglietti и обычно был стальным с алюминиевыми дверями, капотом и крышкой багажника, кроме нескольких экземпляров сделанных полностью из алюминия. Кузова монтировались на шасси с заводским номером 596, оно было практически таким же, как у автомобилей с двумя распредвалами, номер шасси был изменён из-за незначительных отличий в расположении трансмиссии. Автомобили для Европы имели круглые задние фонари, верхняя половина которых была оранжевой для указателей поворотов, а в центре находился круглый отражатель. Автомобили для рынка США имели полностью красные фонари с центральным горизонтальным отражателем.
Двигатель в основном остался старым, но был укомплектован новыми головками цилиндров с двумя распредвалами на блок, имел такой же рабочий объём и заводское обозначение 226. Мощность мотора составляла 300 л. с. Распредвалы в каждой головке были расположены под отдельными крышками и приводили через коромысла ряд впускных и ряд выпускных клапаном каждый. Свечи зажигания располагались между распредвалами. Важным отличием от предыдущего мотора было использование системы смазки двигателя с сухим картером. Масляные насосы, также как в двигателе с двумя распредвалами, приводились от переднего конца коленвала, но их было два. Один использовался для подачи масла под давлением в систему, а другой высасывал масло из поддона и подавал его в резервуар, расположенный в задней части крыла автомобиля под аккумуляторной батареей. На нём была расположена заливная горловина и щуп контроля уровня масла. Из резервуара масло, проходило через два фильтра и поступало в главную масляную магистраль двигателя. Первоначально система смазки оснащалась масляным радиатором, расположенным перед радиатором системы охлаждения двигателя. Но вскоре от него отказались, так как ожидаемого перегрева масла не наблюдалось. Двигатель оснащался блоком из шести карбюраторов Weber, имел две катушки зажигания и установленные в задней части распределители системы зажигания. Мотор передавал вращение с помощью вала, расположенного в трубе, как на последних моделях предыдущей серии, на пятиступенчатую коробку передач, затем через полуоси к задним колёсам такой же независимой задней подвески.
Гоночные автомобили на базе этой серии не строились, но некоторые владельцы использовали облегчённые версии в различных соревнованиях, дооборудую автомобили по своему усмотрению.

## 275 GTB NART
Итальянский автомобильный гонщик и предприниматель Луиджи Кинетти (англ. Luigi Chinetti) в 1940 году эмигрировал в США и через шесть лет получил американское гражданство. В течение всей своей жизни Кинетти поддерживал тесные связи с Энцо Феррари, столь близкое знакомство позволило ему начать продавать автомобили Ferrari в Америке в начале 1950-х годов. В 1956 году он основал гоночную команду NART (North American Racing Team), которая успешно выступала на различных соревнованиях используя итальянские автомобили. Так например, последний победивший в гонках Ле Ман в 1965 году Ferrar 250 LM был подготовлен Кинетти.
Вскоре после показа на Парижском автосалоне 1966 года 275 GTB/4, Кинетти обратился к Феррари с просьбой сделать открытую версию автомобиля. Но на фирме уже имели кабриолет 330 GTS, который был также представлен в Париже, и Кинетти получил отказ. Тогда он напрямую обратился к Серджио Скальетти (итал. Sergio Scaglietti). Как и Кинетти, Скальетти имел долгую историю сотрудничества с Ferrari, тянущуюся с предвоенных лет. В 1960-е годы Скальетти производил кузова, спроектированные Пинифарина, но огонь дизайнера в нём ещё не потух. После просьбы Кинетти, он проинформировал о ней Энцо и получил его молчаливое одобрение. Скальетти не имел дизайнерской практики и делал всё «на глаз», пропорции автомобиля остались теми же, но много сил было потрачено на нахождение правильного соотношения размеров складывающейся крыши и крышки багажника.
Как только бледно-жёлтый Ferrari 275 GTB NART был готов, он тут же был отправлен Америку для участия в 12-часовой гонке в Себринге. После этого выступления автомобиль появился на обложке Road & Track в сентябре 1967 года. В следующем году он «снимался» в фильме Афера Томаса Крауна со Стивеном Маккуином и Фэй Данауэй в главных ролях. Теперь уже красный, автомобиль «позировал» в некоторых главных сценах.
Видя успех автомобиля в гонках, кино и на страницах журналов, Кинетти заказал ещё девять экземпляров. Но несмотря на публичный успех, модель не заинтересовала покупателей. Последние несколько автомобилей были проданы по цене даже ниже стоимости обычного 275 GTB/4.

## 275 S, 275 F1
Новый двенадцатицилиндровый двигатель конструкции Lampredi (англ. Ferrari Lampredi engine) рабочим объёмом 3322 см³ впервые был установлен на автомобиль Ferrari 275 S (рабочий объём одного цилиндра был примерно равен 275 см³, отсюда обозначение модели). Два таких автомобиля участвовали в гонке Милле Милья 1950 года, но проблемы с трансмиссией из-за слишком мощного мотора, не позволили им показать достойный результат.
Дебют Ferrari в гонках Формулы 1 в мае 1950 года на автомобиле 125 F1 показал его не достаточную мощность. Тогда к Гран-при Бельгии был подготовлен новый автомобиль Ferrari 275 F1 с уже показавшим свой потенциал двигателем Lampredi. Но и этот автомобиль оказался не достаточно быстрым, поэтому, для следующего Гран-при Франции был подготовлен другой Ferrari — 340 F1.